# Sangiang (Pamarayan)
Sangiang is een bestuurslaag in het regentschap Serang van de provincie Banten, Indonesië. Sangiang telt 5504 inwoners (volkstelling 2010).